# Húsar

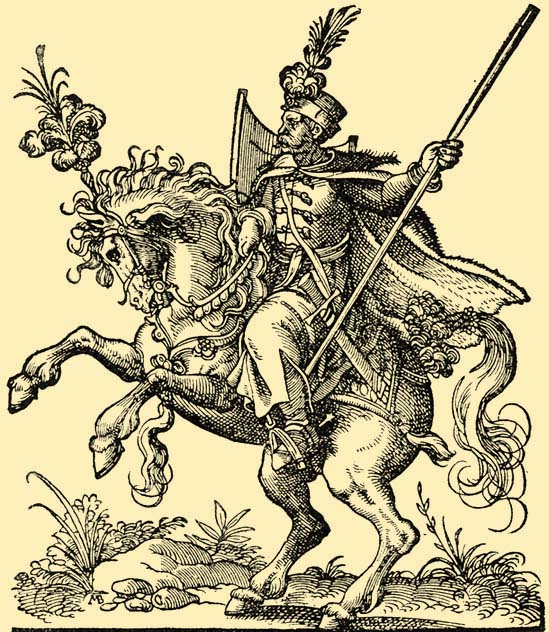
Húsar húngaro del (Húsar magiar). Xilografía de Jost Amman

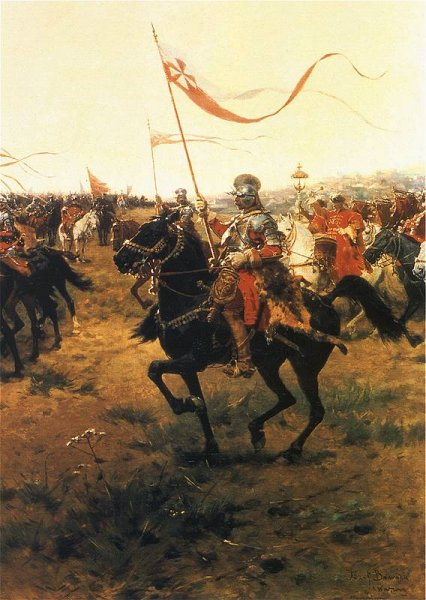
Húsares polacos según Józef Brandt (1841-1915).

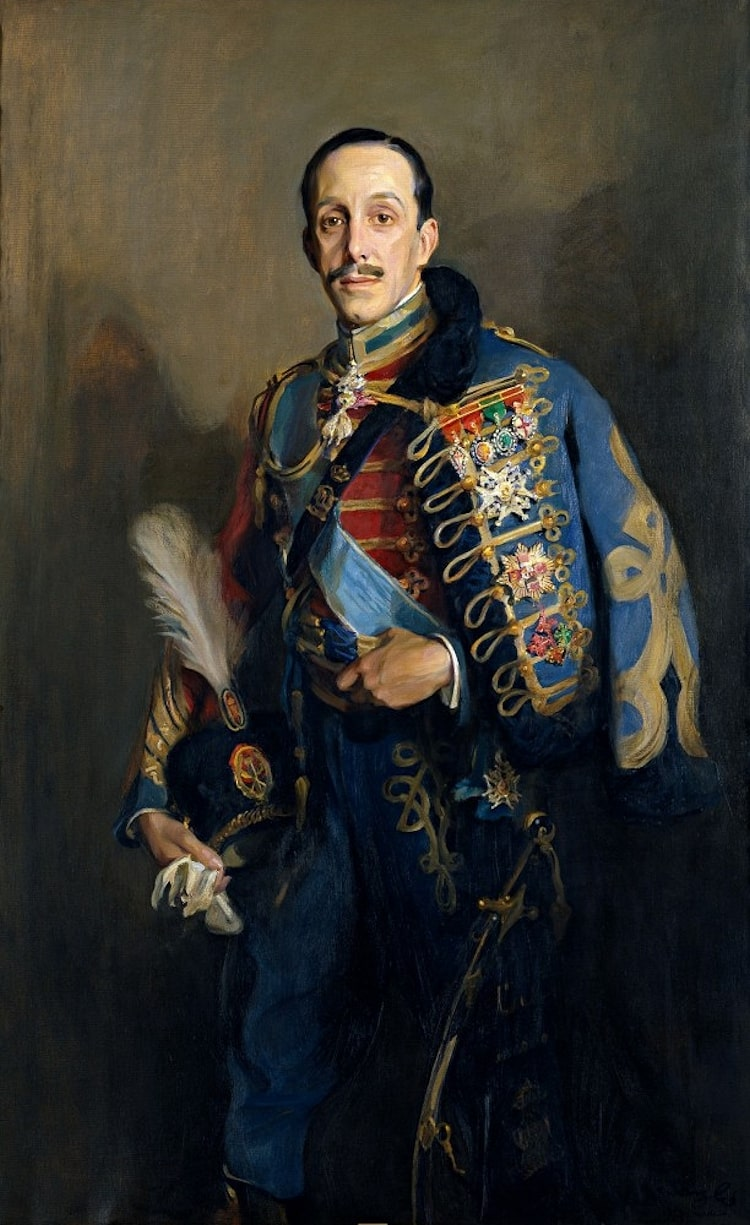
Alfonso XIII con uniforme de húsar de Pavía, por László (1927).

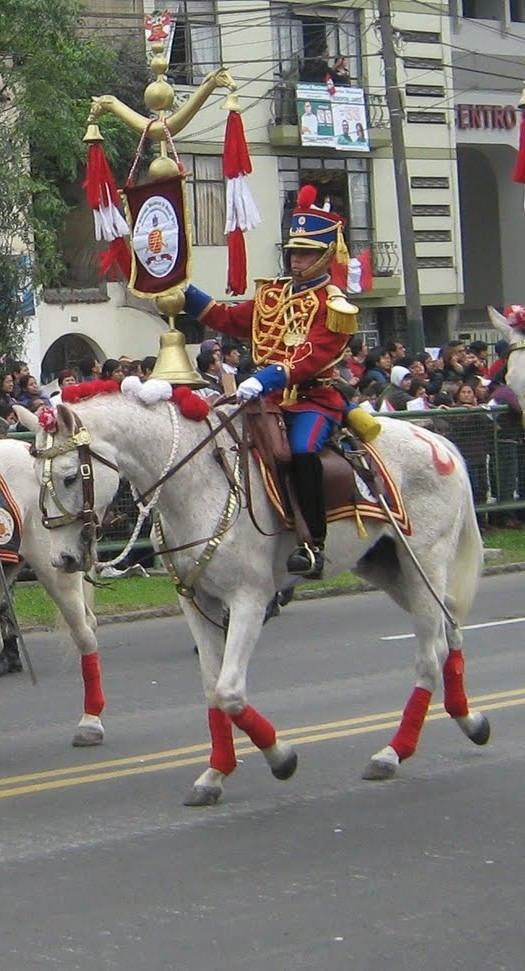
Oficial del Regimiento de Caballería «Glorioso Húsares de Junín» N.º 1 - Libertador del Perú.

Los húsares (del húngaro Huszár, en plural Huszárok, 'abanderados del gran camino') constituían una unidad de caballería ligera originada en Hungría.

## Inicios y expansión del modelo
Los primeros húsares fueron reclutados por el rey Matías Corvino de Hungría en 1485, durante la guerra contra el Imperio otomano, en la que se enfrentaron con éxito con los jenízaros turcos. El origen de la palabra húsar proviene del húngaro «huszár», y ésta a su vez de «husz» que significa veinte, ya que el húsar formaba parte de un escuadrón de caballería de veinte jinetes.
El modelo fue copiado y evolucionó en otros ejércitos, en primer lugar por los polacos. Los húsares alados polacos (llamados así por una especie de alas de un metro aproximado de longitud que llevaban en la espalda) fueron un cuerpo de caballería pesada (a diferencia de otros húsares europeos). Los polaco-lituanos se enfrentaron con el ejército de Gustavo II Adolfo de Suecia. También salvaron a Viena del asedio de los turcos en 1683, ejecutando la carga de caballería más grande de la historia.
Los austríacos recurrieron asimismo a los húsares húngaros. Federico el Grande hizo mucho uso de los húsares en la guerra de sucesión austríaca. Los ingleses emplearon húsares que provenían de Hesse (Alemania) durante la Guerra de Independencia de los Estados Unidos.

## Evolución
En sus primeros tiempos, el equipo del húsar constaba de un sable de caballería, una lanza y una armadura ligera. Su principal forma de ataque consistía en una carga compacta con lanza contra tropas de infantería. Sirvieron igualmente para misiones de reconocimiento y para efectuar incursiones de aprovisionamiento para el ejército en marcha. En el combate, su función consistía en hostigar al enemigo, apoderarse de baterías de artillería o perseguir a las tropas en retirada.
Con el tiempo se convirtieron en tropas de élite, luciendo un vistoso uniforme de característico sombrero chacó provisto de pluma o pompón. Su armamento dejó de ser la lanza, para ser sustituido por una carabina ligera y pistolas; conservaron el sable, elemento típico también del húsar a pie o a caballo. Cuelga, en efecto, muy bajo por detrás de las piernas, y el tahalí que lo sostiene se encarga también de mantener el portapliegos, un pequeño zurrón liso adornado con el emblema del regimiento.
Más tarde los húsares fueron readaptados a unidades de honor o a unidades acorazadas. Hoy, los ejércitos francés, británico y belga conservan dichas unidades en sus fuerzas blindadas. Cabe mencionar que la República Bolivariana de Venezuela y Perú son los únicos países del mundo, aparte de Hungría, que mantienen una guardia presidencial de honor. Los húsares húngaros también combatieron en Hungría, durante la lucha independentista de la Revolución húngara de 1848.

## Regimientos de húsares reconocidos
- Húsares Alados Polacos (Mancomunidad de Polonia-Lituania)
- Batalla de Balaclava (Reino Unido)
- Húsares de Cantabria (Reino de España)
- Húsares de la Gran Guardia (República de Chile)
- Húsares de Junín (República del Perú)
- Húsares de la Muerte (Francia)
- Húsares de la Muerte (República de Chile)
- Húsares de la Princesa (Reino de España)
- Húsares de Pavía (Reino de España): (Regimiento de Caballería «Pavía»)

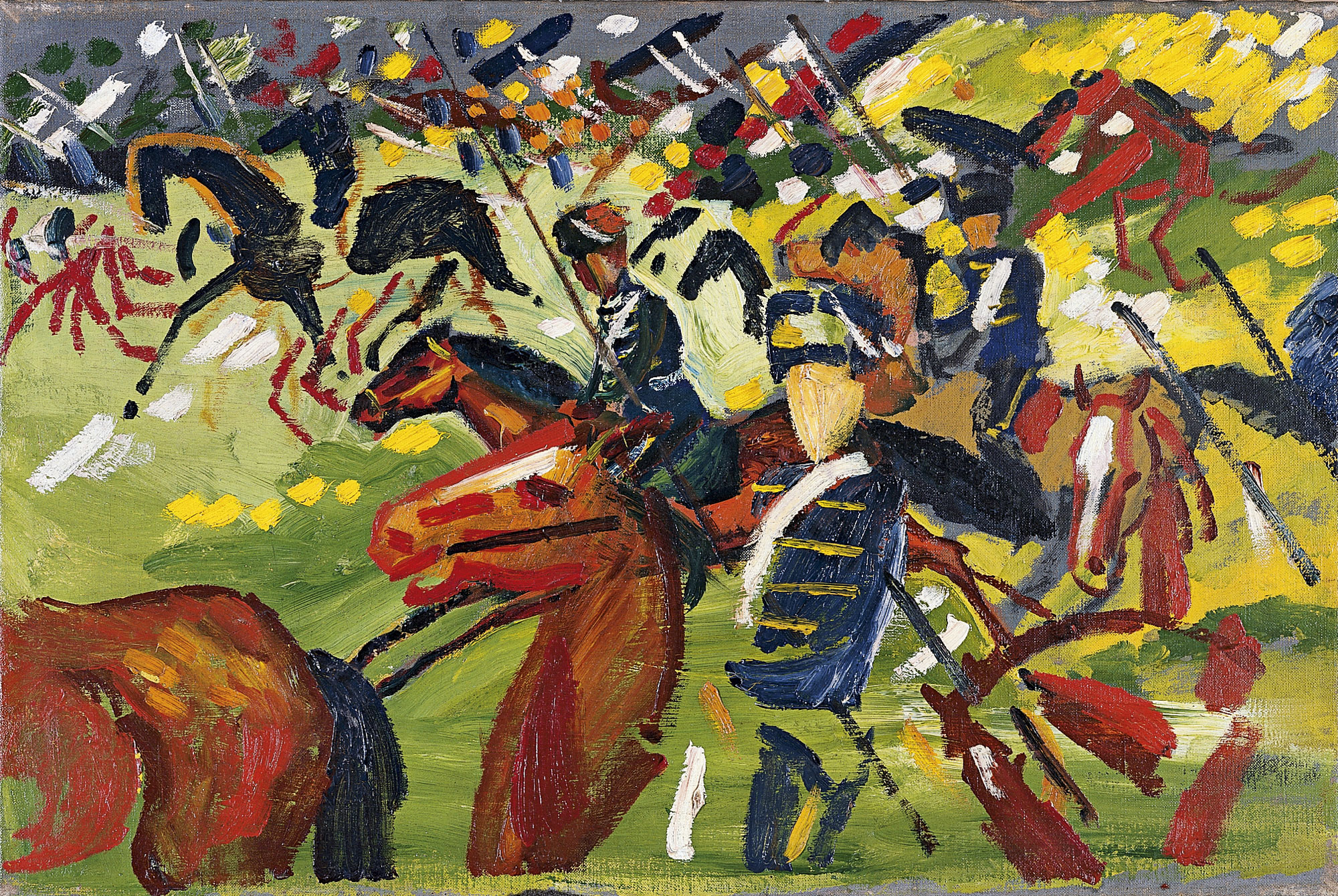
Husáres a galope, August Macke, 1913.

- Húsares de Pueyrredón (Argentina)

## En la cultura popular
Tanto el húsar en si mismo como las unidades formadas por ello han sido objeto de una amplía producción cultural tanto de libros como de series y películas en numerosos países e idiomas.

### Libros
Sobre la mentalidad y costumbres del húsar francés en el ejército napoleónico:
- El húsar (1986), de Arturo Pérez-Reverte.
- Los duelistas (The Duellists, de Ridley Scott, 1977), película basada en el relato corto El duelo, de Joseph Conrad.
- El húsar de la muerte (1925), de Pedro Sienna.

### Películas
Sobre los húsares alados polacos:
- Coronel Wolodyjowski (1969) de Jerzy Hoffman, parte de la acaptación de la trilogía de Un héroe polaco de Henryk Sienkiewicz. Ambientada en la Gran Guerra Turca.
- Undici settembre 1683/Bitwa pod Wiedniem (2012) de Renzo Martinelli, película ítalo-polaca sobre el segundo sitio de Viena o Batalla de Kahlenberg, conocida internacionalmente en varios idiomas como La Batalla de Viena.

Sobre los húsares de la época napoleónica:
- Escuadrón de húsares alados (en ruso: Эскадрон гусар летучих; 1981) de Stanislav Rostotsky, sigue a Denís Davídov, un «soldado-poeta» y su escuadrón de húsares y cosacos que atacaban la retaguardia de la Grande Armée durante la Invasión napoleónica de Rusia.[3]